# Andrés Soria Olmedo
Andrés Soria Olmedo (Granada, 1954) es catedrático de Literatura Española en la Universidad de Granada.

## Biografía
Nacido en Granada, es doctor en Filología Románica por la Universidad de Granada (1980) y en Lettere Moderne por la de Bolonia (1982). Fue colegial del Real Colegio de España de Bolonia y desde 1990 es catedrático de Literatura Española en la Universidad de Granada. Ha sido investigador visitante en la Universidad de Harvard y profesor visitante en UCLA, New York University y Università di Venezia.
Es autor, entre otras obras, de Vanguardismo y crítica literaria en España (1988) y Fábula de fuentes: tradición y vida literaria en Federico García Lorca (2004); también ha editado la obra de poetas como Pedro Salinas, Federico García Lorca o Gerardo Diego.

## Obras
Como investigador se ha ocupado sobre todo del periodo renacentista y de la literatura española del primer tercio del siglo XX. En el campo de la literatura del siglo XVI ha editado obras del Inca Garcilaso. En el campo de la literatura del siglo XX destacan sus trabajos sobre Federico García Lorca, que han sido recopilados en Disciplina y pasión de lo soñado (2017).

## Actividades
Ha sido comisario de diversas exposiciones: Back Tomorrow: Federico García Lorca: Poeta en Nueva York en la Biblioteca Pública de Nueva York (2013) con Christopher Maurer y de Una habitación propia: Federico García Lorca en la Residencia de Estudiantes (Madrid, 2017; Granada 2016)